# تروفيو كالفيا 2023
تروفيو كالفيا 2023 (بالإسبانية: Trofeo Calvià 2023)‏ هو سباق دراجات هوائية من فئة  سباق يوم واحد، وهو الموسم الرابع والعشرين من تروفيو كالفيا ‏، وأقيم في 25 يناير 2023 ضمن سباقات طواف أوروبا للدراجات 2023.
فاز بالمركز الأول روي كوستا، وفاز بالمركز الثاني Louis Vervaeke ‏، وفاز بالمركز الثالث Ben Healy (cyclist) ‏.

## الفرق
| فرق عالمية (8)- Bora-Hansgrohe - Arkéa-Samsic - Cofidis - EF Education-EasyPost - Intermarché-Circus-Wanty - Movistar Team - Soudal Quick-Step - UAE Team Emirates فرق برو (10)- برجس بي إتش 2023 ‏ - كاجا رورال-سيغوروس 2023 ‏ - فريق إيولو كوميت لركوب الدراجات 2023 ‏ - أوسكالتيل أوسكادي 2023 ‏ - Equipo Kern Pharma ‏ - Green Project-Bardiani CSF-Faizanè - Human Powered Health - Israel-Premier Tech - Lotto Dstny - سبورت فلاندرين بالويس ‏ فرق قارية (2)- إلكترو هايبر يوروبا ‏ - Project Echelon Racing ‏ فريق وطني- فريق إسبانيا لركوب الدراجات للرجال ‏ |  |
| |  |

## التصنيف العام النهائي
| التصنيف العام         | التصنيف العام        | التصنيف العام            | التصنيف العام | التصنيف العام |
| العداء                | العداء               | الفريق                   | الوقت         |               |
| --------------------- | -------------------- | ------------------------ | ------------- | ------------- |
| 1                     | روي كوستا            | Intermarché-Circus-Wanty | 3 س 59 د 34 ث |               |
| 2                     | Louis Vervaeke ‏      | Soudal Quick-Step        | + 0 ث         |               |
| 3                     | Ben Healy (cyclist) ‏ | EF Education-EasyPost    | + 1 ث         |               |
| 4                     | كاسبر بيدرسين        | Soudal Quick-Step        | + 3 ث         |               |
| 5                     | Axel Zingle ‏         | Cofidis                  | + 3 ث         |               |
| 6                     | Carlos Canal ‏        | أوسكالتيل أوسكادي ‏       | + 3 ث         |               |
| 7                     | Kobe Goossens ‏       | Intermarché-Circus-Wanty | + 3 ث         |               |
| 8                     | Ben Zwiehoff ‏        | بورا هانسغروه            | + 3 ث         |               |
| 9                     | جوليان ألافيليب      | Soudal Quick-Step        | + 9 ث         |               |
| 10                    | Andrea Bagioli ‏      | Soudal Quick-Step        | + 9 ث         |               |
|                       |                      |                          |               |               |
| مصدر: ProCyclingStats |                      |                          |               |               |

## وصلات خارجية
- لمحة عن سباق تروفيو كالفيا 2023 على موقع  ProCyclingStats   (برو  سايكلنج  ستاتس) - إحصاءات  محترفي  الدراجات.
- تروفيو كالفيا 2023 على موقع إحصائيات الدراجات الإحترافية (الإنجليزية)